# Mittlere Einkommenfalle

Einkommensklassifikation der Weltbank im Jahr 2022

Die Mittlere Einkommenfalle (englisch: middle income trap) bezeichnet in der Entwicklungsökonomie ein Phänomen, bei dem Länder nach Erreichen eines mittleren Pro-Kopf-Einkommens in eine langfristige Wachstumsschwäche verfallen und der Aufstieg zum Hocheinkommensland ausbleibt. Etwa drei Viertel der Weltbevölkerung leben in Ländern mit mittlerem Einkommen. Im Jahr 2024 zählte die Weltbank 108 Staaten, die dem Segment der Länder mit mittlerem Einkommen zugeordnet werden, viele davon schaffen seit Jahren nicht den Sprung in die Hocheinkommenskategorie.

## Definition
Länder in der mittleren Einkommenfalle weisen trotz zuvor dynamischen Wachstums über längere Zeit keine Annäherung an das Einkommensniveau reicher Volkswirtschaften auf. Sie können oft weder mit Niedriglohnländern in etablierten Industriezweigen noch mit Hochlohnländern in technologisch führenden Branchen effektiv konkurrieren. Die Weltbank definiert (Stand Ende 2023) „Länder mit mittlerem Einkommen“ als Volkswirtschaften mit einem Bruttonationaleinkommen pro Kopf zwischen etwa 1.136 und 13.845 US-Dollar, wobei innerhalb dieser Spanne zwischen Ländern mit niedrigerem mittlerem Einkommen (bis rund 4.465 US-Dollar) und mit höherem mittlerem Einkommen (bis rund 13.845 US-Dollar) unterschieden wird. Zu den betroffenen Staaten zählen große Schwellenländer wie China, Brasilien, Indien oder die Türkei, die trotz erheblicher Entwicklungsfortschritte bislang nicht zu Hocheinkommensländern aufgeschlossen haben.
Nach diesem Konzept hat ein Land, das sich in der Mittelklassefalle befindet, aufgrund steigender Löhne seine Wettbewerbsfähigkeit im Export von Industriegütern verloren, kann aber mit den weiter entwickelten Volkswirtschaften auf dem Markt für hochwertige Produkte nicht mithalten. Infolgedessen haben Schwellenländer wie Südafrika und Brasilien seit Jahrzehnten nicht mehr das verlassen, was die Weltbank als „Mittelklassebereich“ definiert. Sie leiden unter geringen Investitionen, einem langsamen Wachstum im Sekundärsektor der Wirtschaft, einer begrenzten Diversifizierung der Industrie, schlechten Arbeitsmarktbedingungen und zunehmend unter einer alternden Bevölkerung.
| Klassifizierung             | Bruttonationaleinkommen in US-Dollar pro Kopf und Jahr | Beispiele                                            |
| --------------------------- | ------------------------------------------------------ | ---------------------------------------------------- |
| Low Income Country          | ≤ 1135                                                 | Afghanistan, Burkina Faso, Burundi, Somalia, Sudan   |
| Lower Middle Income Country | 1136 bis 4465                                          | Bangladesch, Bolivien, Indien, Indonesien            |
| Upper Middle Income Country | 4466 bis 13845                                         | Albanien, Irak, Volksrepublik China, Mexiko, Türkei  |
| High Income Country         | > 13846                                                | Deutschland, Österreich, Schweiz, Vereinigte Staaten |

## Begriffsgeschichte
Der Ausdruck „mittlere Einkommenfalle“ (middle income trap) wurde erstmals 2007 von den Weltbank-Ökonomen Indermit Gill und Homi Kharas geprägt.  In einem Weltbank-Bericht über Ostasien beschrieben sie damit die Gefahr, dass rasch wachsende Schwellenländer nach dem Aufstieg in die Gruppe der Länder mit mittlerem Einkommen eine Wachstumsverlangsamung erleiden könnten. Ursprünglich bezog sich der Begriff vor allem auf Staaten in Lateinamerika und im Nahen Osten, die trotz Wirtschaftswachstums und sinkender Armut über Jahrzehnte nicht in die hohe Einkommenskategorie vordringen konnten. In den Folgejahren gewann die Metapher international an Verbreitung, insbesondere nach der globalen Finanzkrise ab 2008. So warnte Malaysias Premierminister Najib Razak 2009, sein Land dürfe nicht in der „middle-income trap“ gefangen bleiben, sondern müsse den Wandel zur Hocheinkommensökonomie schaffen. Seither wird das Konzept der mittleren Einkommenfalle in Wirtschaft und Politik kontrovers diskutiert.

## Untersuchungen
Empirische Befunde zum Thema sind uneinheitlich. In Regionen wie Lateinamerika oder dem Nahen Osten verharren viele Länder seit vier bis fünf Jahrzehnten auf einem mittleren Einkommensniveau, was den Anschein einer „Falle“ untermauert. Historische Vergleiche zeigen, dass von 101 Ländern mit mittlerem Pro-Kopf-Einkommen im Jahr 1960 bis 2008 nur 13 den Sprung in die Kategorie der Hocheinkommensländer geschafft haben (darunter Südkorea, Singapur und Spanien), wenn man ihr Pro-Kopf-Einkommen in Relation zu den Vereinigten Staaten betrachtet. Einige Studien stützen die Fallen-Hypothese. So traten zwischen 1960 und 2005 Wachstumsverlangsamungen überproportional häufig in Ländern mit mittlerem Einkommen auf, und vormals schnell wachsende Volkswirtschaften verloren ihr Wachstumstempo oft bei einem Pro-Kopf-Einkommen von rund 10.000–15.000 US-Dollar (PPP). Andere Analysen dagegen bezweifeln eine allgemeine Einkommensfalle. In den meisten Ländern stieg das Pro-Kopf-Einkommen seit 1960 stetig weiter, und der Aufstieg vom mittleren in den Hocheinkommensstatus dauerte im Durchschnitt nicht länger als andere Entwicklungsetappen.  Länder, denen der Sprung gelang (sogenannte „Escapees“), wiesen bereits zuvor deutlich höhere Wachstumsraten auf – gefördert durch Faktoren wie rasche Industrialisierung, niedrige Inflation, starke Exporte, bessere Bildung oder geringere Ungleichheit. Zudem fehlt es an einer einheitlichen Definition der „mittleren Einkommenfalle“: Weder besteht Einigkeit über die exakten Einkommensgrenzen, noch darüber, nach welcher Verweildauer von einer Falle gesprochen werden kann. Ungeachtet dieser Debatten dient das Konzept als Warnsignal: Es mahnt Länder mit mittlerem Einkommen, nach dem Ende der einfachen Wachstumstreiber rechtzeitig neue Quellen für Produktivität und Innovation zu erschließen.

## Überwindung der mittleren Einkommensfalle
Laut der Asiatischen Entwicklungsbank erfordert die Vermeidung der mittleren Einkommenfalle die Identifizierung von Strategien zur Einführung neuer Prozesse und zur Erschließung neuer Märkte, um das Exportwachstum aufrechtzuerhalten. Außerdem ist es unerlässlich, die Binnennachfrage zu steigern, da eine wachsende Mittelschicht ihre steigende Kaufkraft nutzen kann, um hochwertige, innovative Produkte zu kaufen und so das Wachstum anzukurbeln. Die größte Herausforderung besteht darin, von einem ressourcenorientierten Wachstum, das auf billigen Arbeitskräften und billigem Kapital basiert, zu einer von hoher Produktivität und Innovation geprägten Wirtschaft überzugehen, was Investitionen in Infrastruktur und Bildung erfordert. Dem Aufbau eines hochwertigen Bildungssystems, das Kreativität fördert und bahnbrechende wissenschaftliche und technologische Fortschritte unterstützt, die wieder in die Wirtschaft zurückfließen können, kommt daher eine entscheidende Bedeutung zu. Die Diversifizierung der Exporte wird ebenfalls als wichtig angesehen, um der Falle zu entkommen.